# Remigiusz Wierzgoń
Remigiusz Jakub Wierzgoń, ps. reZigiusz, reZi (ur. 11 września 1996 w Rybniku) – twórca internetowy, youtuber. Jego główny kanał na YouTube posiada 5,3 mln subskrypcji (stan na 5 sierpnia 2025 r.), natomiast jego drugi kanał reZi – Born To Be a Gamer ma 760 tys. subskrypcji (stan na 5 sierpnia 2025 r.).

## Życiorys
Wychowywał się w Wodzisławiu Śląskim.
Filmy na swoim kanale na YouTube o nazwie „reZwierzgon” zaczął publikować w 2008. We wrześniu w 2011 stworzył kanał „reZiGaming”. Później 6 lutego w 2012 założył kanał „reZiPlayGames”. Jego seria, Minecraft na modach, szybko zdobyła popularność. 27 sierpnia 2012 powstał nowy kanał – „reZiPlayGamesAgain”, w późniejszym czasie zmienił nazwę na „reZigiusz”. Początkowo skupiał się na grach komputerowych, ale z czasem liczba tematów poruszanych przez niego zaczęła się rozszerzać, w związku z czym twórca utworzył nowy kanał „reZi – Born To Be a Gamer”. W 2018, miesięcznie, jego filmy zdobywały ponad 10 milionów odsłon.
Był jednym z członków jury w programie The Brain. Genialny umysł (2017). Jest właścicielem marki odzieżowej Rezi Style i drukarni tekstylnej Vrik. Posiada firmę Thunder Crew. Zajmuje się także działalnością charytatywną.

## Życie prywatne
W latach 2017–2021 był w związku z Agatą Sacewicz. W 2025 ożenił się z Martą Porębską.